# 飛山城跡停留場
飛山城跡停留場（とびやまじょうあとていりゅうじょう）は、栃木県宇都宮市竹下町にある宇都宮ライトレール宇都宮芳賀ライトレール線の停留場。

## 概要
路面電車では珍しい高架駅で、鬼怒川橋梁 (宇都宮ライトレール) - 清陵高校前停留場間の「竹下高架橋」の上にある。仮称は「下竹下」であった。
石井町に本社を置く漬物製造会社の株式会社アキモが副停留場名称の命名権を購入し、「アキモ前」の副停留場名称を付与している。
毎年8月に開催される「うつのみや花火大会」のメイン会場である柳田緑地（約2km北、徒歩30分）の最寄り駅であり、多くの花火客の利用がある。通常は当駅始発の列車設定はないが、花火大会開催時には当駅始発の臨時列車が設定される。なお、当停留場には折り返し設備がないため、始発列車運転時は折り返し設備を有するグリーンスタジアム前停留場もしくは平石停留場から当停留場まで回送されて運転される。

## 歴史
- 2021年（令和3年）4月23日：停留場名決定[6]。
- 2023年（令和5年）
  - 8月26日：開業[3][4]。
  - 11月：利用者用パークアンドライド駐車場37台を増設[11]。
- 2024年（令和6年）7月29日：多目的トイレを設置[12][13]。

## 停留場構造
相対式ホーム2面2線で、芳賀・高根沢工業団地方面のプラットホームと宇都宮駅東口方面のプラットホームを向かい合わせで配置している。プラットホームは地上からおよそ4メートルほど高い場所にあり、階段またはスロープを登る必要がある。
停留場前には交通広場とロータリー、多目的トイレ、利用者用の無料駐車場37台分と送迎車用駐車場8台分が整備されている。駅前広場に地域内交通「清南スマイル号」が乗り入れる。

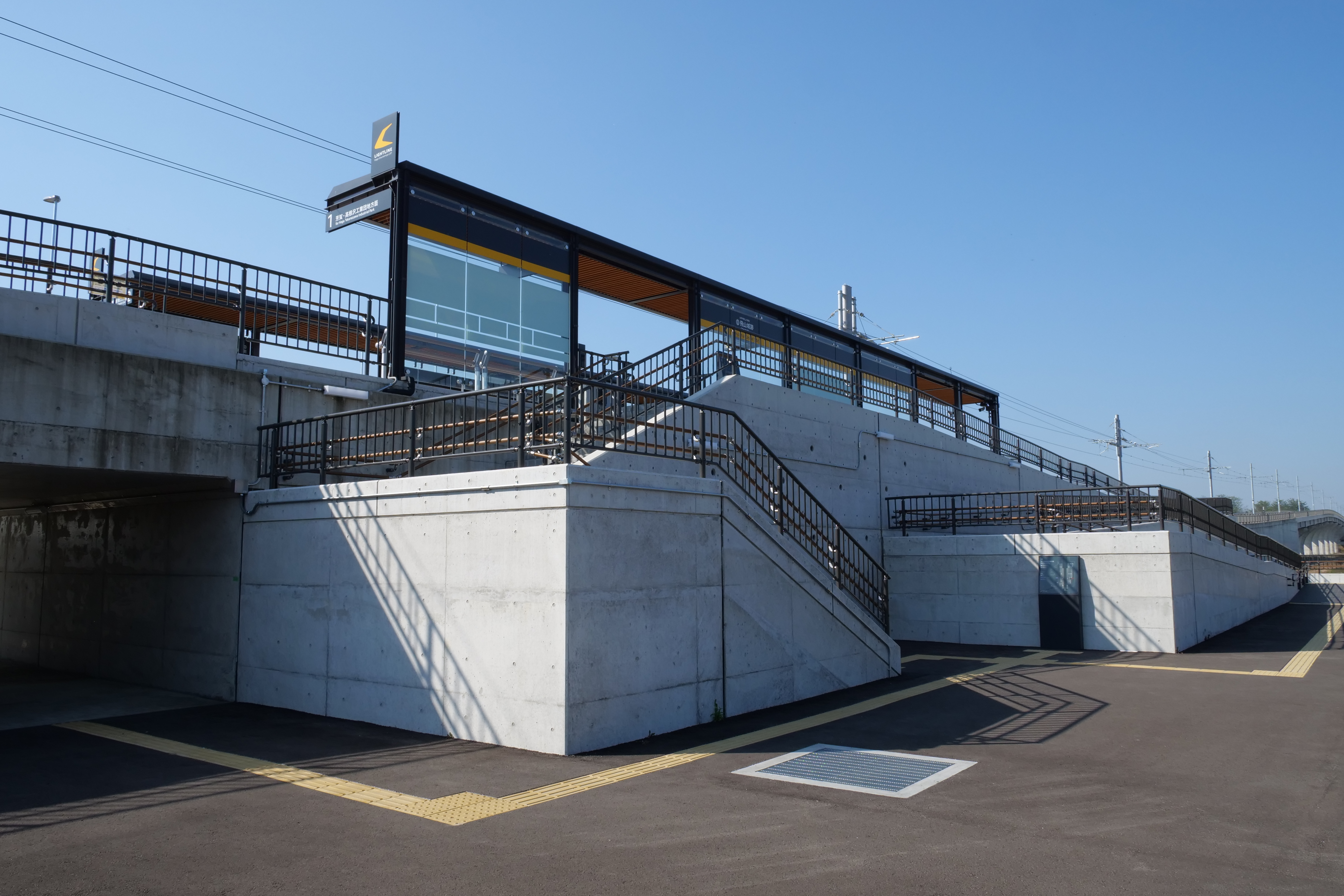
北側から見た停留場（2023年11月）
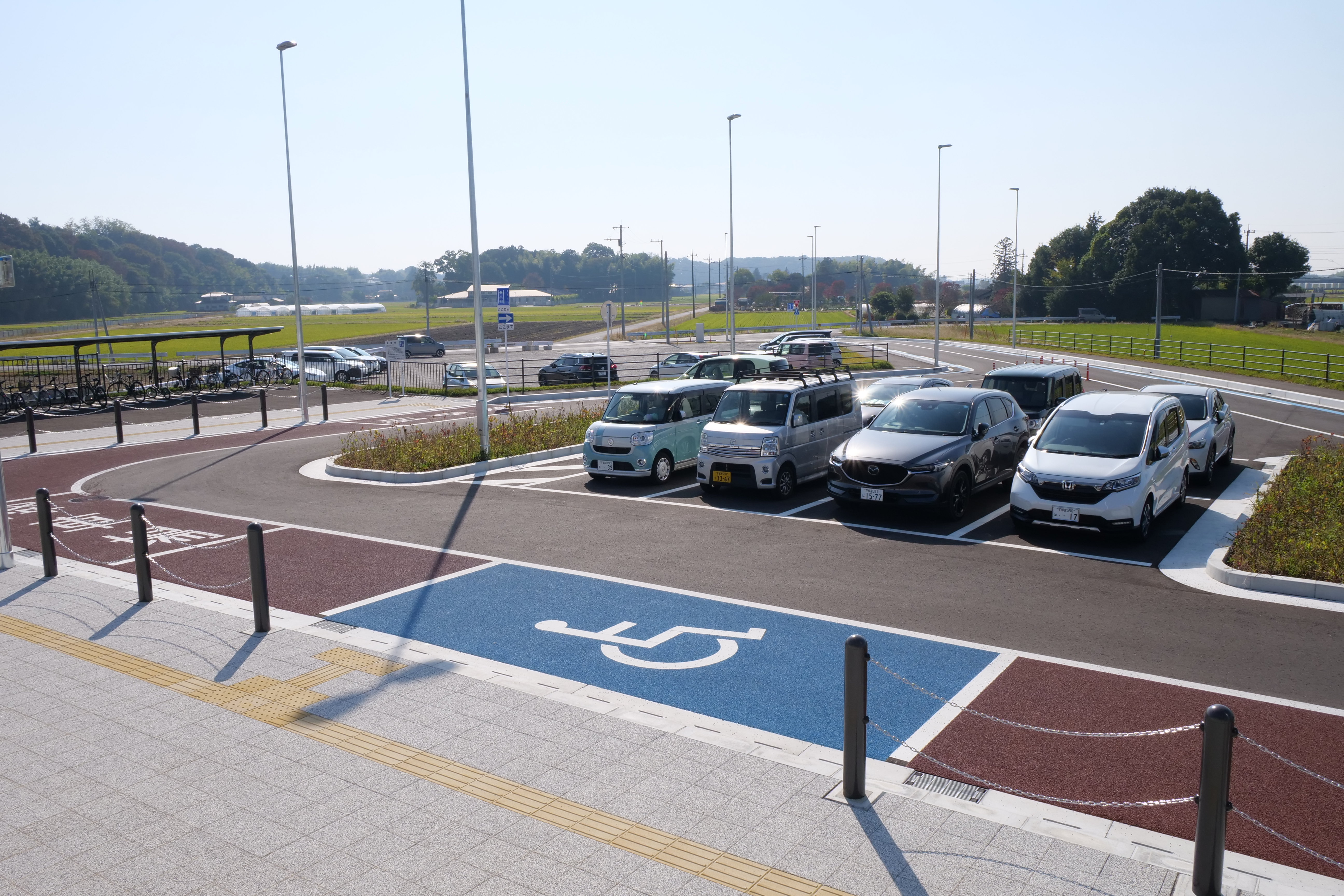
送迎車用とパークアンドライド駐車場も完備された駅前広場（2023年11月）

### のりば

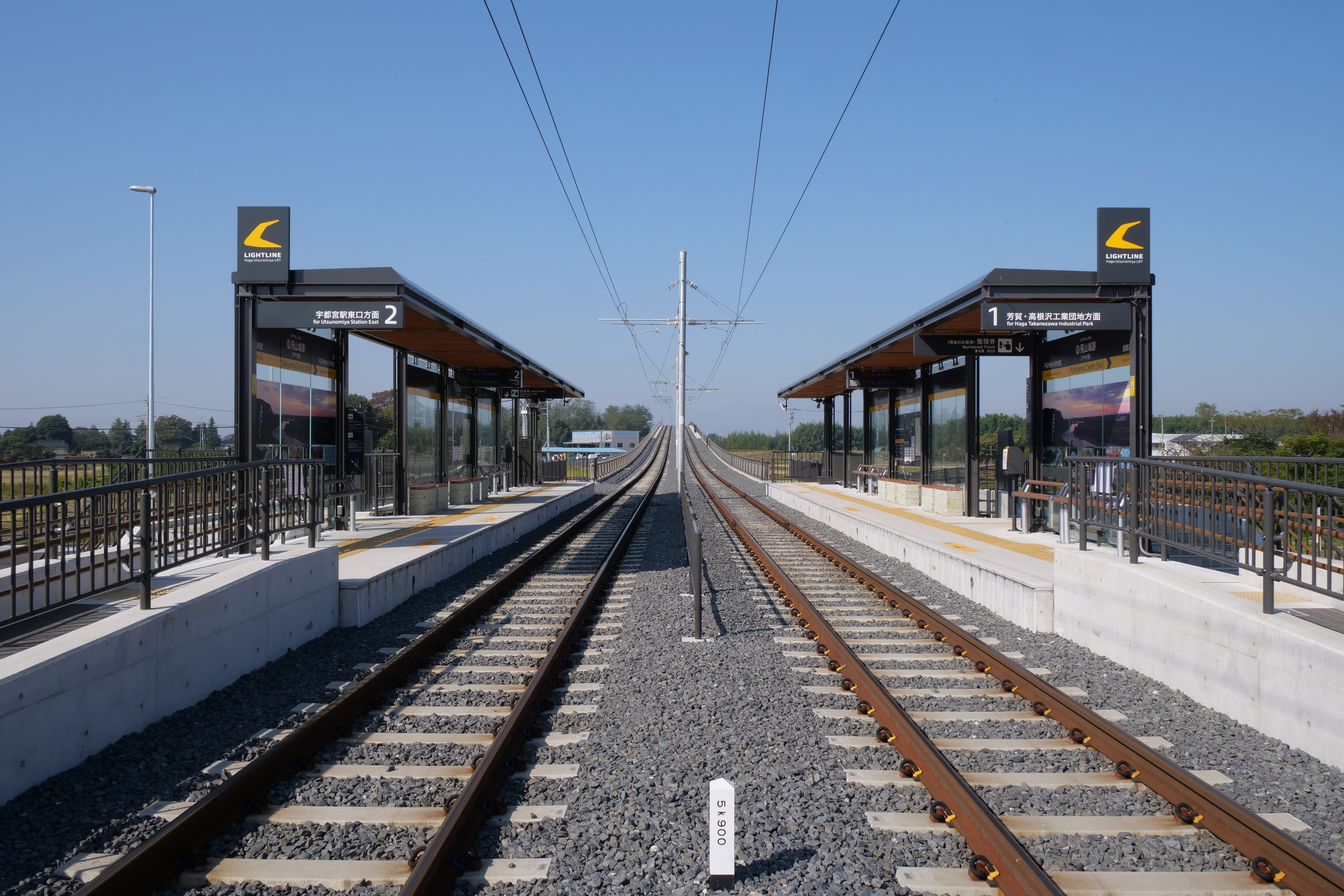
プラットホーム（2023年11月、電車の往来のない時間に構内踏切上より撮影）

| 番線 | 路線          | 方向 | 行先                     |
| ---- | ------------- | ---- | ------------------------ |
| 1    | ■ライトライン | 下り | 芳賀・高根沢工業団地方面 |
| 2    | ■ライトライン | 上り | 宇都宮駅東口方面         |

## 利用状況
- 2024年2月時点での1日平均乗降人員は平日約300人・休日約400人である[16]。
- 2024年（令和6年）11月第2週の1日平均乗降人員は平日約400人・休日約410人である[17]。

## 停留場周辺
田畑が広がるが、民家が点在する。少し離れた西側を鬼怒川が流れており、LRT専用の鉄道橋（鬼怒川橋梁 (宇都宮ライトレール)）が架けられている。城跡公園・特別養護老人ホームやぶどう園は北側、保育園・自動車学校は南側にある。国道は停留場から少し離れた東側と南側を通る。
- 飛山城史跡公園 - 徒歩約20分[18]。
- 十九夜様 - 女性の守り神[19]
- 高尾神社
- 特別養護老人ホームおおるりの森
- 岡田ぶどう園[20]
- 東石井保育園
- 宇都宮清原自動車学校
- 国道123号
- 国道408号
- JRバス関東「JA清原支所前」停留所（国道408号沿い）
- 鬼怒川

## 開業前の様子

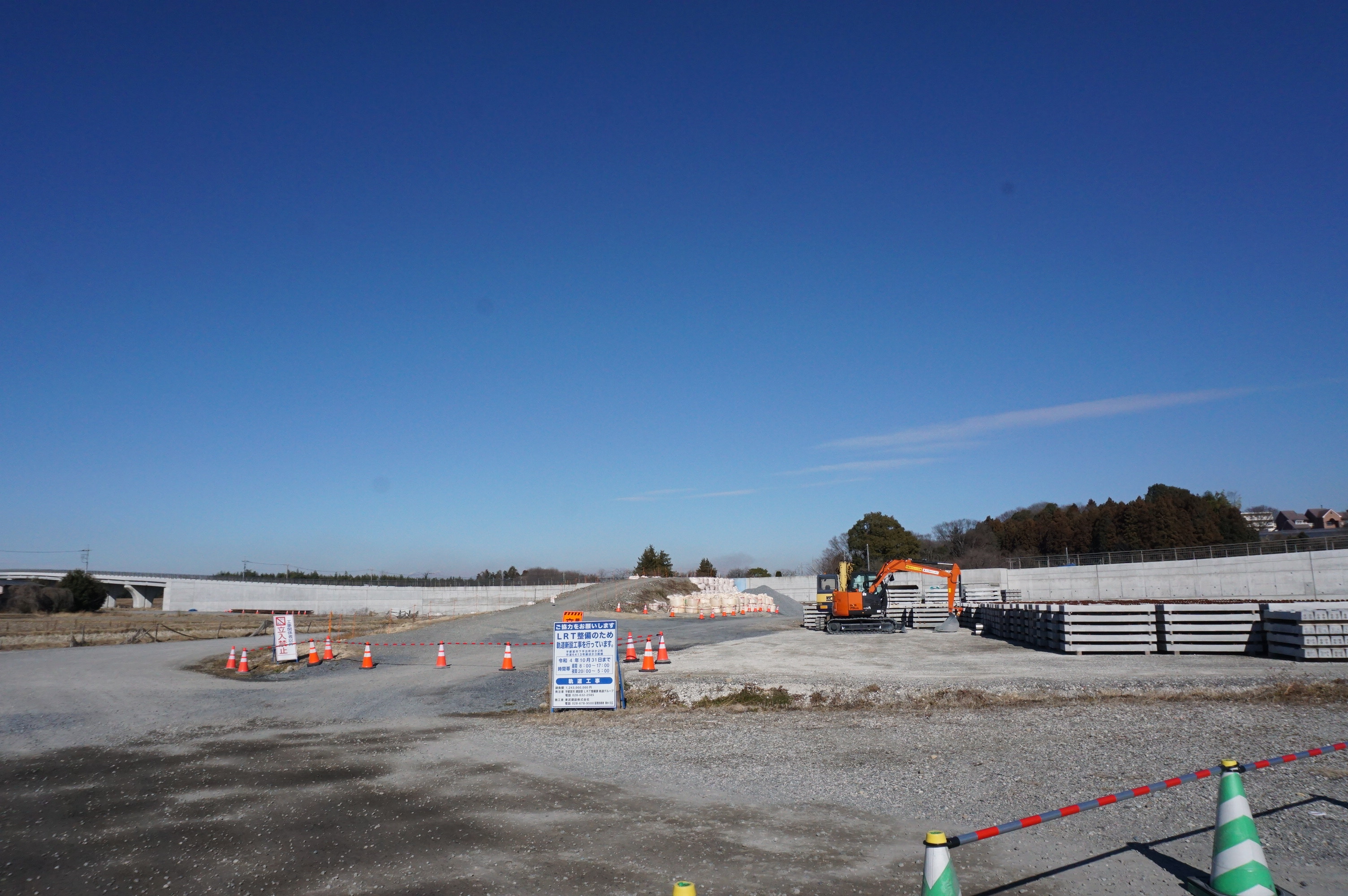
2022年1月16日
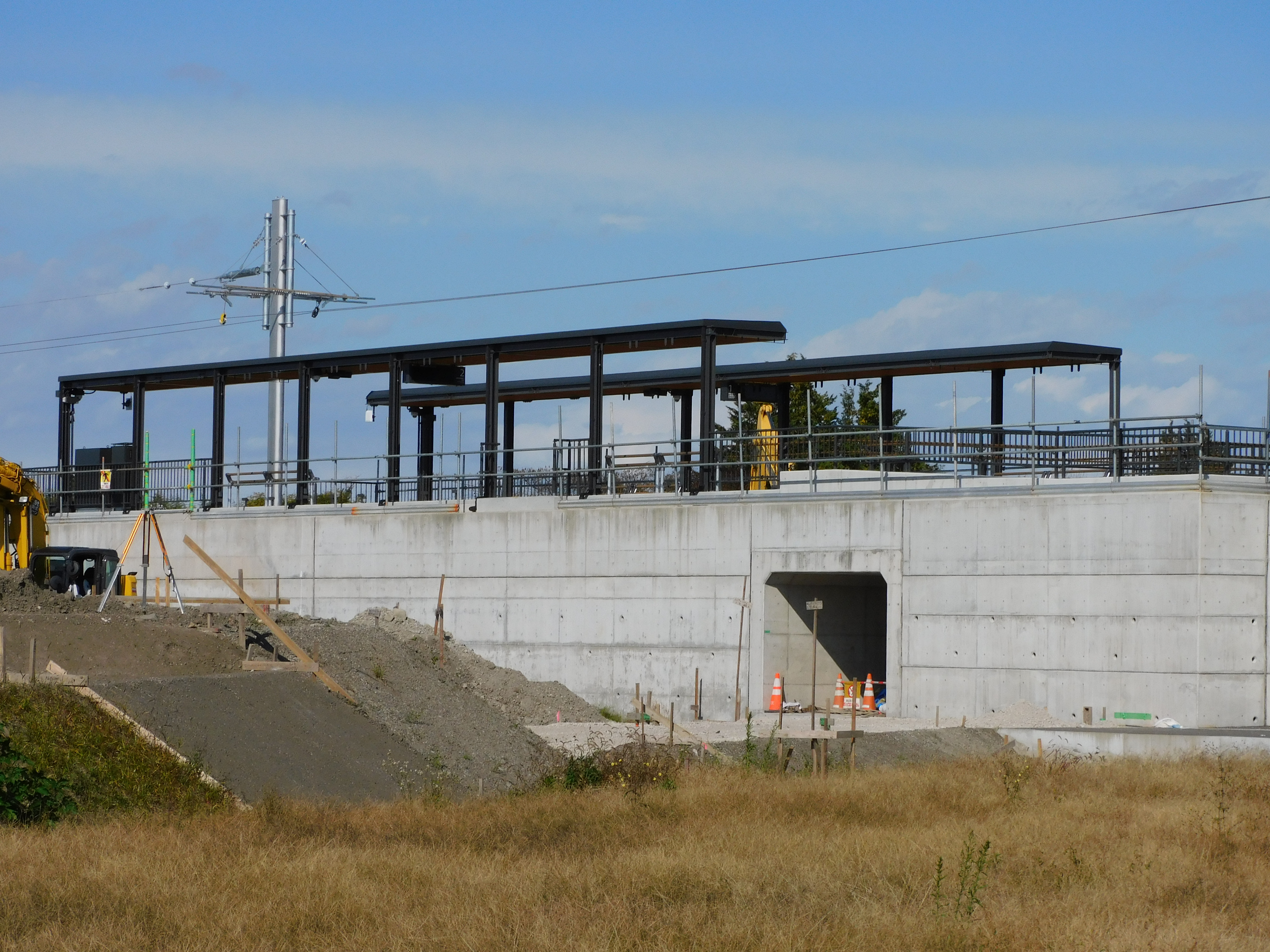
2022年11月4日
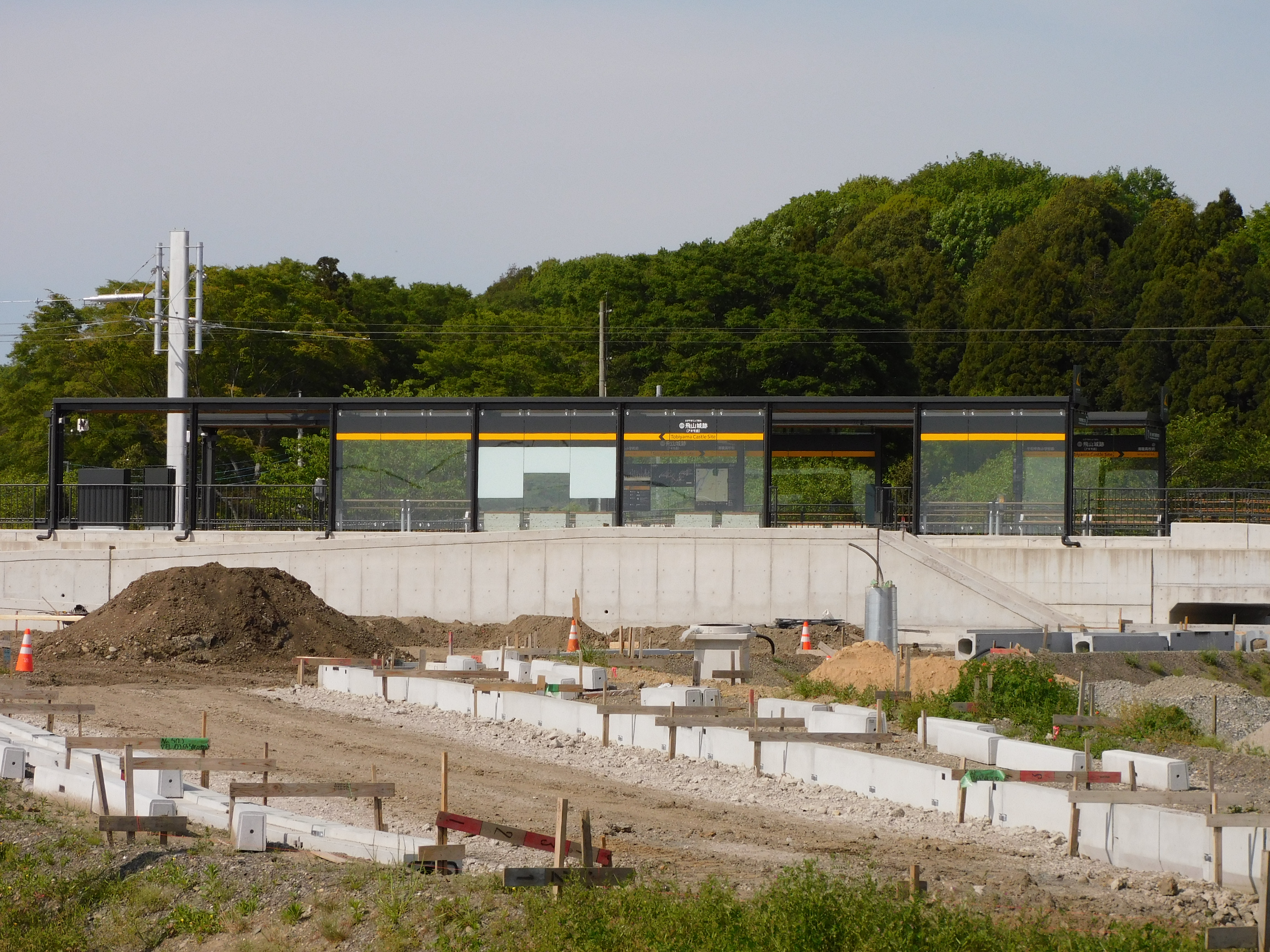
2023年4月23日

## 隣の停留場
宇都宮ライトレール
■宇都宮芳賀ライトレール線
快速（平日朝下りのみ運転）
通過
各停
平石中央小学校前停留場 (08) - 飛山城跡停留場 (09) - 清陵高校前停留場 (10)